# Мік Мілл
Ро́берт Рі́мік Ві́льямс (англ. Robert Rihmeek Williams), більше відомий як Meek Mill — американський хіп-хоп виконавець з Філадельфії. Представник лейблу Maybach Music Group (MMG).

## Проблеми з законом
У 18 років Мік був заарештований за незаконне зберігання вогнепальної зброї, а також за напад на співробітників поліції. Йому дали випробувальний термін. З тих пір він чотири рази порушував умови випробувального терміну.
У 2008 артист засуджується за продаж наркотиків і незаконне зберігання зброї. У в'язниці Мік сидить 11 місяців з 23-х призначених і звільняється в 2009. У грудні 2012 Мік порушує умови випробувального терміну, після чого суддя оголошує недійсною візу на виїзд за межі США.
У травні 2013 Мік знову порушує раніше встановлені умови випробувального терміну, у зв'язку з чим відправляється на курси професійної етики. Також Мік повинен попереджати прикріпленого до нього інспектора з нагляду про свої поїздки за межі штату Пенсільванія. Однак вимогу суду Мілл не виконує. За його словами, у нього не завжди є можливість зв'язуватися з інспектором, якщо клуби запрошують його виступати незадовго до концерту. 11 липня 2014 Мік знову опиняється у в'язниці, звідки його випустили лише 2 грудня 2014.
17 грудня 2015 він знову визнається винним у порушенні умов випробувального терміну. Дата винесення вироку призначається на 5 лютого 2016, і до цього терміну суд забороняє Міку давати концерти і вимагає суворо дотримуватися правил свого умовного ув'язнення. За результатами судового процесу Мік засуджується до домашнього арешту строком на три місяці, а також шести місяців умовно. 2 липня 2016 Мілл отримує ще вісім додаткових днів домашнього арешту.

## Дискографія
Здійснив легендарний фрістайл:
Meek Millz Classic Freestyle 2000 DVD, Тарасов Женя
Студійні альбоми:
- Dreams and Nightmares (2012)
- Dreams Worth More Than Money (2015)
- Wins & Losses (2017)

EP:
- 4/4 (2016)
- 4/4 Part 2 (2016)

Мікстейпи:
- Flamers (2008)
- Flamers 2: Hottest In Tha City (2009)
- Flamers 2.5: The Preview (2009)
- Flamers 3: The Wait Is Over (2010)
- Mr. Philadelphia (2010)
- Dreamchasers (2011)
- Dreamchasers 2 (2012)
- Dreamchasers 3 (2013)
- Dreamchasers 4 (2016)